# Hidžra (islam)
Za socialno skupino v Indiji z istim imenom glej hidžra (Indija).
Hidžra (tudi hedžra; pomeni »beg« oz. »umik«) je selitev Mohameda in njegovih privžencev v Medino leta 622. To arabsko besedo včasih zapisujejo kot hidžrah ali hegira v latinščini.
V začetku prerok Mohamed, ki je naznanjal nauk boga po imenu Alah in napovedoval grožnjo sodnega dne, sprva ni imel veliko uspeha v Meki. Njegovo pleme Kurejši, ki je bilo zadolženo za kaabo, svetišče arabskih poganskih bogov, ga je neprestano preganjalo in nadlegovalo.
Skupaj s svojimi privrženci se je septembra 622 izselil v Jathrib, 320 km severno od Meke. Jathrib so kmalu preimenovali v Madinat un-Nabi, »Mesto preroka«, oziroma Medina. Muslimansko leto, v katerem se je zgodila hidžra, je leta 638 (»leto hidžre« 17) drugi kalif Omar ibn al-Katab označil kot prvo leto muslimanskega koledarja. Spodaj je naveden časovni pregled dogodkov v Medini, katere okolico so poimenovali Jathrib.
Časovni pregled hidžre:
- 1. dan: torek 26. safar, leto hidžre 1, 9. september 622
  - zapusti dom v Meki. Ostane tri dni v jami Thavr blizu Meke.
- 5. dan: ponedeljek 1. rabi' I., leto hidžre 1, 13. september 622 
  - zapusti okolico Meke. Potuje v pokrajino okoli Jathriba.
- 12. dan: ponedeljek 8. rabi' I., leto hidžre 1, 20. september 622
  - prispe v Kvubo' blizu Medine.
- 16. dan: petek 12. rabi' I., leto hidžre 1, 24. september 622
  - prvi obisk Medine za petkove molitve.
- 26. dan: ponedeljek 22. rabi' I., leto hidžre 1, 4. oktober 622
  - se preseli iz Kvube' v Medino.

Muslimanski datumi so v islamskem koledarju razširjeni nazaj v času, podobno kot se lahko gregorijanski koledar razširi s proleptičnim gregorijanskim koledarjem.
Zahodni datumi so v julijanskem koledarju.
1. rabi' I. je dva meseca po 1. moharemu, prvemu dnevu muslimanskega leta.
Veliko piscev zamenjuje prvi dan hidžre s hidžro samo in napačno navaja, da je hidžra nastopila 1. moharema leta hidžre 1, oziroma 16. julija 622.